# Норфолк (округ, Массачусетс)
Округ Норфолк (англ. Norfolk County) располагается в штате Массачусетс, США. Официально образован в 1793 году. По состоянию на 2010 год численность населения составляла 670 850 человек.

## География
По данным Бюро переписи США, общая площадь округа равняется 1149,961 км2, из которых 1025,641 км2 суша и 124,320 км2 или 11,000 % это водоёмы.

### Соседние округа
- Мидлсекс (северо-запад)
- Саффолк (север)
- Плимут (юго-восток)
- Бристол (юг)
- Провиденс, штат Род-Айленд (юго-запад)
- Вустер (запад)

## Население
По данным переписи населения 2000 года в округе проживает 650 308 жителей в составе 248 827 домашних хозяйств и 165 967 семей. Плотность населения составляет 628,00 человек на км2. На территории округа насчитывается 255 154 жилых строений, при плотности застройки около 247,00-ми строений на км2. Расовый состав населения: белые — 89,02 %, афроамериканцы — 3,18 %, коренные американцы (индейцы) — 0,13 %, азиаты — 5,50 %, гавайцы — 0,02 %, представители других рас — 0,78 %, представители двух или более рас — 1,37 %. Испаноязычные составляли 1,84 % населения независимо от расы.
В составе 31,20 % из общего числа домашних хозяйств проживают дети в возрасте до 18 лет, 54,20 % домашних хозяйств представляют собой супружеские пары проживающие вместе, 9,50 % домашних хозяйств представляют собой одиноких женщин без супруга, 33,30 % домашних хозяйств не имеют отношения к семьям, 26,80 % домашних хозяйств состоят из одного человека, 10,80 % домашних хозяйств состоят из престарелых (65 лет и старше), проживающих в одиночестве. Средний размер домашнего хозяйства составляет 2,54 человека, и средний размер семьи 3,14 человека.
Возрастной состав округа: 23,40 % моложе 18 лет, 7,00 % от 18 до 24, 31,60 % от 25 до 44, 23,50 % от 45 до 64 и 23,50 % от 65 и старше. Средний возраст жителя округа 38 лет. На каждые 100 женщин приходится 91,40 мужчин. На каждые 100 женщин старше 18 лет приходится 87,60 мужчин.
Средний доход на домохозяйство в округе составлял 63 432 USD, на семью — 77 847 USD. Среднестатистический заработок мужчины был 51 301 USD против 37 108 USD для женщины. Доход на душу населения составлял 32 484 USD. Около 2,90 % семей и 4,60 % общего населения находились ниже черты бедности, в том числе — 4,40 % молодёжи (тех, кому ещё не исполнилось 18 лет) и 5,70 % тех, кому было уже больше 65 лет.